# پرویز منصوری
پرویز منصوری (۲۳ اسفند ۱۳۰۳ – ۲۵ آذر ۱۳۹۰) موسیقی‌دان، مدرس تئوری موسیقی و منتقد موسیقی بود. کتاب تئوری بنیادی موسیقی مشهورترین اثر اوست که در سال ۱۳۷۱ به عنوان کتاب سال در ایران برگزیده شد.

## زندگی‌نامه
پرویز منصوری ۲۳ اسفند سال ۱۳۰۳ ه‍. ش در همدان متولد شد. تحصیلات ابتدایی و نیمی از متوسطه را در تهران گذراند و به دلیل انتقال پدرش به اصفهان، دو سال آخر دبیرستان را در آن شهر سپری کرد. پس از بازگشت به تهران، در سال ۱۳۲۷ در دانشکدهٔ پزشکی و در رشتهٔ شیمی دانشکدهٔ علوم نام‌نویسی کرد. او که فراگیری موسیقی را نزد موسی نی‌داوود، برادر نوازندهٔ سرشناس تار مرتضی نی‌داوود، با ویلن ایرانی آغاز کرده بود، پس از مدتی با راهنمایی روبیک گریگوریان به هنرستان عالی موسیقی راه یافت و تحصیل در دو رشتهٔ دانشگاهی را رها کرد. وی در هنرستان عالی موسیقی از آموزش‌های روبیک گریگوریان و حشمت سنجری در ساز ویلن بهره برد. پس از آشنایی با ثمین باغچه‌بان و حسین ناصحی، رشتهٔ تحصیلی خود را به آهنگسازی تغییر داد و نزد حسین ناصحی به فراگیری آهنگسازی پرداخت.
او در ادامه، نزد هایمو تویبر، موسیقی‌دان اتریشی که به استخدام هنرستان درآمده بود، بر آموخته‌های آهنگسازی خود افزود. پس از آن به منظور ادامهٔ تحصیلات موسیقی، با حمایت و کمک پدر خود و همچنین وزارت فرهنگ و هنر، به اتریش سفر کرد و تحصیلات موسیقی خود را در آکادمی موسیقی وین دنبال کرد. پرویز منصوری با انتخاب سازهای کوبه‌ای، به مدت ۱۱ سال در اتریش به تحصیل موسیقی پرداخت. استاد اصلی او در آکادمی موسیقی وین، آهنگساز سرشناسِ اتریشی، هانس یلینک بود. وی نخستین کتاب خود را با عنوان ریمسکی کورساکف در دورهٔ دانشجویی نوشت و در همان سال‌ها با یک دختر اتریشی ازدواج کرد.
پرویز منصوری پس از درگذشت مادرش و به درخواست پدر، در سال ۱۳۴۹ به ایران بازگشت و در خانهٔ شخصی خود در میدان پاستور تهران به تدریس تئوری موسیقی مشغول شد. او همزمان به سردبیری دورهٔ سوم مجلهٔ موسیقی رسید و مقاله‌های متعددی دربارهٔ موسیقی ایرانی و موسیقی‌دانانی همچون ابوالحسن صبا و روح‌الله خالقی در مجلهٔ موسیقی، موزیک ایران و ماهنامهٔ رودکی نوشت.
او چند سال پیش از انقلاب ۱۳۵۷، به تدریس تئوری و فرم موسیقی در هنرستان و در دانشکدهٔ هنرهای زیبای تهران پرداخت و همچنین برخی از کتاب‌های درسی هنرستان موسیقی را تدوین و منتشر کرد. پرویز منصوری به دلیل تسلط به زبان آلمانی در ترجمهٔ دقیق آثار و کتاب‌های موسیقی، موفق بود. او در سال ۱۳۶۷، به اتریش مهاجرت کرد و از آن پس، هر چند وقت یک‌بار برای رسیدگی به تألیفات خود به ایران سفر و با شاگردان و آشنایان خود دیدار می‌کرد.

## درگذشت
پرویز منصوری که در سال‌های پایانی زندگی در تنهایی می‌زیست، ۲۵ آذر سال ۱۳۹۰ بر اثر نارسایی قلبی در وین درگذشت. پیکر او طبق وصیتش از راه فرانکفورت به تهران منتقل شد و ۶ دی ۱۳۹۰ از مقابل تالار وحدت تشییع و در قطعهٔ هنرمندان بهشت زهرا به خاک سپرده شد.

## آثار
شناخته‌شده‌ترین اثر پرویز منصوری، کتاب تئوری بنیادی موسیقی است که در سال ۱۳۷۰ توسط انتشارات «چاووش» منتشر و در سال ۱۳۷۱ به عنوان «کتاب برگزیده سال» معرفی شد. این کتاب تا پیش از درگذشت پرویز منصوری، به چاپ چهلم و تا سال ۱۴۰۰ به هشتادمین چاپ خود رسید. تئوری بنیادی موسیقی یکی از پرفروش‌ترین کتاب‌های موسیقی تاریخ ایران است. وی همچنین آثار و قطعاتی را نوشته و آهنگسازی کرد اما هیچ‌گاه خود را آهنگساز ندانست.

### تألیف
- ریمسکی کورساکف[۴]
- تئوری بنیادی موسیقی، انتشارات چاووش و کارنامه، ۱۳۷۱[۹]
- هارمونی تحلیلی، انتشارات پارت، ۱۳۷۸[۱۲]
- سازشناسی، انتشارات زوار، ۱۳۷۹[۱۳]
- کاوشی در قلمرو موسیقی ایرانی، مجموعه مقاله‌ها[۱۴]

### ترجمه
- چگونه از موسیقی لذت ببریم، نوشتهٔ زیگموند اسپات، انتشارات کتاب زمان، ۱۳۵۳[۱۵]
- اصول سازبندی ارکستر (ارکستراسیون)، نوشتهٔ هکتور برلیوز، ریشارد اشتراوس، انتشارات هنر و فرهنگ، ۱۳۷۰[۱۶]
- دعوت به شنیدن، نوشتهٔ ریچارد وینک، لوئیز ویلیامز، انتشارات کتاب زمان، ۱۳۶۶[۱۷]
- بیر، نوشتهٔ فردیناندپیر بیر، انتشارات فرهنگ و هنر، ۱۳۷۰[۱۸]
- آموزش ویولن (۲ جلد)، نوشتهٔ مایکل آلن، رابرت گیلیسی، پرویز منصوری، ترجمهٔ پرویز منصوری و محمدصادق سراج، انتشارات رهام، ۱۳۹۶[۱۹]
- جادوی انگشتان (موسیقی جهان)، نوشتهٔ آلفرد برندل، انتشارات طبع و نشر وزارت فرهنگ، ۱۳۸۶[۲۰]
- نرمش انگشتان: تفریح با تکنیک روی پیانو، نوشتهٔ پتر هایلبوت، انتشارات امین‌دژ، ۱۳۸۴[۲۱]
- آموزش هارمونی و تاریخ تحول آن، نوشتهٔ دیتردلا موته، انتشارات امین‌دژ، ۱۳۸۴[۲۲]
- کاپریچیو اسپانیول برای ارکستر کامل اپوس ۳۴، نوشتهٔ نیکلای‌آندری‌یویچ ریمسکی‌کورساکف، انتشارات چنگ، ۱۳۶۳[۲۳]